# Abadejos
Abadejos es un despoblado español perteneciente al municipio de Segovia, en la provincia de Segovia, comunidad autónoma de Castilla y León.

## Toponimia
Aparece citado como Abadeios en 1294. El topónimo derivaría de Abades más el sufijo -ejo, y haría referencia a la posible fundación de una granja o caserío —que en un principio pudo ser un barrio de Abades— con el diminutivo del nombre de su lugar de procedencia, hecho muy habitual en toda la península.

## Geografía
Se encontraba 900 metros al noroeste de Torredondo, en la ribera izquierda del río Milanillos, al norte del camino de Abades, 300 metros al oeste de la actual casa de Abadejos.

## Historia
Mencionada por primera vez a finales del siglo XIII, en 1826 la aldea ya estaba despoblada. Pascual Madoz, en su Diccionario geográfico-estadístico-histórico de España y sus posesiones de Ultramar, describe un caserío de Abadejos situado en la orilla derecha del río Milanillos, al sur del cerro Montón de Paja. Su término confinaba con Zamarramala por el norte y este, con Torredondo por el sur y con Sacramenia por el oeste, y comprendía 260 obradas y algunos prados, en los que se mantenían 11 reses vacunas y cinco mulares. Producía trigo, cebada, centeno y algarrobas, contaba con siete habitantes y pertenecía al cabildo de la catedral de Segovia. En su entorno se encuentra, en la actualidad, una casa de labor de propiedad privada usada para exposiciones.